# Aconogonon pangianum
Aconogonon pangianum är en slideväxtart som beskrevs av G.D. Pal & G.G. Maiti. Aconogonon pangianum ingår i släktet sliden, och familjen slideväxter. Inga underarter finns listade i Catalogue of Life.